# Đá Suối Cát
Đá Suối Cát (đá Suối Cát; tiếng Anh: Dallas Reef; tiếng Mã Lai: Terumbu Laya; tiếng Trung: 光星礁; bính âm: Guāngxīng jiāo; Hán-Việt: Quang Tinh tiêu) là một rạn san hô vòng thuộc cụm An Bang (cụm Thám Hiểm) của quần đảo Trường Sa. 
Đá Suối Cát là đối tượng tranh chấp giữa Việt Nam, Đài Loan, Malaysia và Trung Quốc.

## Đặc điểm
Đá Suối Cát là một rạn san hô vòng thon hẹp. Chiều dài tính theo trục đông-tây là 5 hải lý (9,3 km) còn chiều rộng chỉ 1 hải lý (1,9 km). Diện tích là 17 km². Vành san hô này khô cạn hoàn toàn khi thủy triều xuống, làm hiện lên một vụng biển hẹp.

## Lịch sử
Malaysia được cho là kiểm soát rạn vòng này từ năm 1987 (có nguồn ghi 1986) đến nay. Nước này còn khai thác dịch vụ du lịch lặn biển và câu cá tại đây. Tuy nhiên hiện không có tiền đồn nào của quân đội nước này trên đá Suối Cát.